# Huor
Huor är en fiktiv person i J.R.R. Tolkiens berättelser om Midgård. Han var först introducerad i Silmarillion som en av människornas hjältar under den Första Åldern. Huors farfar var Hador av det tredje huset av Edain, och levde i Dor-lómin i Hithlum. Hans fader var Galdor den långe och hans moder var Hareth av Haladin, och hans äldre bror var Húrin. Båda bröderna var vackra i ansiktet och gyllenhåriga, men då Húrin var kort var Huor ”längst bland alla edain utom endast hans son Tuor, och snabblöpare…det båda bröderna höll mycket av varandra, och man såg dem sällan åtskilda som unga.” (Húrins barn). 
År 458 i den Första Åldern levde Huor och Húrin med deras farbror Haldir i Brethilskogen när de gick i krig mot orcherna. Bröderna slutade i Sirions dal och blev avskurna från deras kompani och jagade av orcher. Ulmo gjorde då så att en dimma kom från floden och bröderna lyckades fly in till Dimbar. Där tog två örnar upp dem och flög dem till Gondolin. Konung Turgon av Gondolin välkomnade bröderna och kom ihåg Ulmos profetia om att Hadors Hus skulle hjälpa Gondolin när de behövde det som mest. Turgon ville att de skulle stanna eftersom han började gilla dem, men bröderna ville tillbaka till deras släkt. De svor en ed om att hålla Gondolin hemligt och örnarna flög dem tillbaka till Dor-lómin. 
År 462 i den Första Åldern anföll Morgoth Hithlum och Huors fader Galdor föll när han försvarade Barad Eithel. Hans äldste son Húrin, endast 21 år gammal blev då herre över Dor-lómin. Hans fru var Morwen från Bëors Hus och år 472 gifte sig Huor med hennes kusin Rían. Deras son fick namnet Tuor av fadern före hans födsel, men han träffade aldrig sin far.
Två månader efter hans giftermål med Rían kallade Húrin honom att leda hans folk till krig. Under Nírnaeth Arnoediad stred Huor tillsammans med Húrin och Hadors folk för Fingon. I slagets dimma mötte Huor återigen Turgon och sa en proteftia om att ”från dig och från mig skall en stjärna resa” som anspeglar på Eärendil sjöfararen, son till Tuor och Idril, Turgons dotter. När slaget var förlorat tog Hadors folk en sista attack och kämpade ner orcherna och gjorde det möjligt för Turgon att fly ”av alla dåd i krig som människornas fäder utförde åt Eldars vägnar var detta det mest ryktbara”. Huor blev till slut dräpt av en giftig pil som träffade honom i hans öga. Rían födde ett barn före det årets slut och flyttade sedan och dog på Haudh-en-Ndengin, där hennes makes kropp blev tagen av orcherna.